# Imposte del Regno Unito
Le imposte del Regno Unito compongono un sistema tributario articolato su almeno tre diversi livelli di governo: governo centrale (Her Majesty's Revenue and Customs), governi nazionali devoluti e governo locale. Le entrate del governo centrale derivano primariamente dall'imposta sul reddito, dai contributi della previdenza sociale, dall'imposta sul valore aggiunto, dall'imposta delle società e dall'accisa sui carburanti. Le entrate dei governi locali derivano principalmente da contributi di fondi del governo centrale, da imposte locali sulle attività economiche (business rates), dall'imposta comunale sugli immobili (council tax) e sempre più da tariffe e addebiti come quelli delle multe per i parcheggi stradali. Nell'anno fiscale 2014–15, si prevedeva che le entrate pubbliche fossero 648 miliardi di sterline, ovvero il 37,7 per cento del PIL, con le imposte nette e i contributi della previdenza sociale pari a 606 miliardi di sterline.

## Storia
Un'imposta uniforme sul valore fondiario, introdotta originariamente in Inghilterra durante la fine del XVII secolo, formò la fonte principale delle entrate pubbliche per tutto il XVIII secolo e l'inizio del XIX secolo.

### Guerre napoleoniche
L'imposta del reddito fu annunciata in Gran Bretagna da William Pitt il Giovane nel suo bilancio del dicembre 1798 e introdotta nel 1799, per pagare le armi e l'equipaggiamento in preparazione per le Guerre napoleoniche. La nuova imposta gruaduale (progressiva) sul reddito di Pitt cominciò con un prelievo di 2 vecchi pence per sterlina (1/120) sui redditi oltre 60 sterline (equivalenti a 5.695 sterline ai valori del 2015) e lo aumentò fino a un massimo di 2 scellini (10 per cento) sui redditi oltre 200 sterline. Pitt sperava che la nuova imposta sul reddito avrebbe raccolto 10 milioni di sterline, ma gli incassi per il 1799 totalizzarono appena oltre 6 milioni di sterline.
L'imposta sul reddito era prelevata in base a cinque categorie. Il reddito che non ricadeva entro quelle categorie non era tassato. Le categorie erano:
- Categoria A (imposta sul reddito fondiario del Regno Unito)
- Categoria B (imposta sull'occupazione commerciale della terra)
- Categoria C (imposta sul reddito dei titoli pubblici)
- Categoria D (imposta sul reddito commerciale, sul reddito delle professioni e vocazioni, sugli interessi, sul reddito prodotto all'estero e sul reddito occasionale)
- Categoria E (imposta sul reddito da impiego)

In seguito, fu aggiunta la Categoria F (imposta sul reddito da dividendi del Regno Unito).
L'imposta sul reddito di Pitt fu prelevata dal 1799 al 1802, quando fu abolita da Henry Addington durante la Pace di Amiens. Addington era subentrato come primo ministro nel 1801. L'imposta sul reddito fu reintrodotta da Addington nel 1803 quando ricominciarono le ostilità, ma fu abolita di nuovo nel 1816, un anno dopo la battaglia di Waterloo.
Considerevoli controversie suscitarono le imposte sul malto, sulla casa e sulle finestre e sui redditi. L'imposta sul malto era facile da riscuotere dai birrai; anche dopo che fu ridotta nel 1822, produsse oltre il 10 per cento delle entrate annuali dello Stato durante gli anni 1840. L'imposta sulla casa colpiva per la maggior parte le case della città di Londra; l'imposta sulle imposte invece colpiva soprattutto le ville di campagna.

### L'imposta sul reddito di Peel
L'imposta sul reddito fu reintrodotta da sir Robert Peel nell'Income Tax Act (Legge dell'imposta sul reddito) del 1842. Peel, come conservatore, si era opposto all'imposta sul reddito nell'elezione generale del 1841, ma un crescente deficit di bilancio richiedeva una nuova fonte di finanziamento. La nuova imposta sul reddito di 7 scellini per sterlina (circa il 3 per cento), basata sul modello di Addington, era applicata sui redditi sopra i 150 sterline (equivalente a 12.735 sterline ai valori del 2015).

## Regole moderne
L'imposta sul reddito della Gran Bretagna è cambiata nel corso degli anni. Originariamente essa tassava il reddito di una persona indipendentemente da chi avesse il diritto di godere di quel reddito, ma ora una persona deve l'imposta solo su un reddito che ha legalmente diritto di percepire. La maggior parte delle imprese furono escluse dalla rete dell'imposta sul reddito nel 1965 quando fu introdotta l'imposta sulle società. Questi cambiamenti furono consolidati mediante l'Income and Corporation Taxes Act ("Legge delle imposte sui redditi e sulle società") del 1970. Anche le categorie in base alle quali si applica l'imposta sono cambiate. La Categoria B fu abolita nel 1988, la Categoria C nel 1996 e la Categoria E nel 2003. Ai fini dell'imposta sul reddito, le categorie rimanenti furono soppiantate dall'Income Tax (Trading and Other Income) Act ("Legge dell'imposta sul reddito (commercio e altri redditi)") del 2005, che abrogò anche la Categoria F. Ai fini dell'imposta sulle società, il sistema categoriale fu abrogato e soppiantato dal Corporation Tax Act ("Legge dell'imposta sulle società) del 2009 e poi da quello del 2010. L'aliquota più alta dell'imposta sul reddito raggiunse il culmine nella Seconda guerra mondiale al 99,25 per cento. Fu lievemente ridotta dopo la guerra e rimase intorno al 97,5 per cento (diciannove scellini e sei pence per sterlina) durante gli anni 1950 e 60.

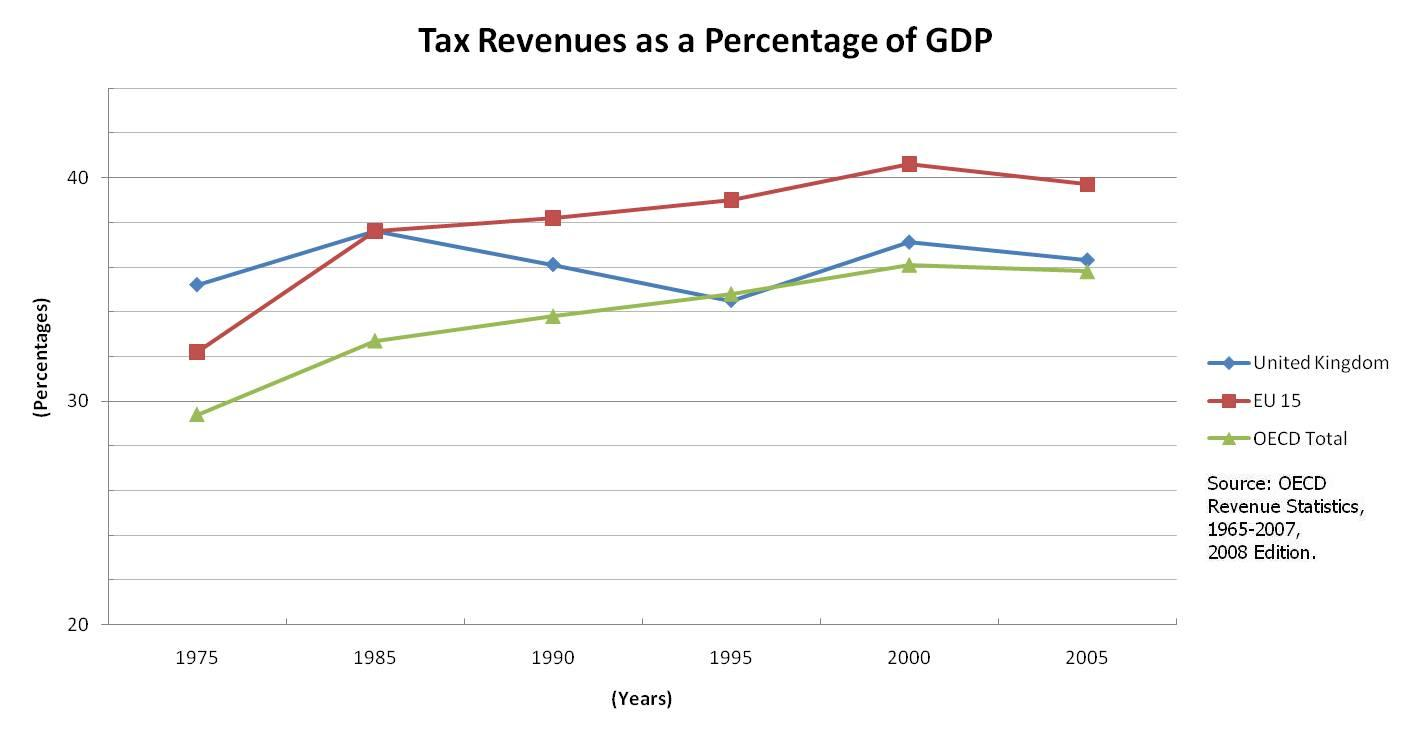
Entrate fiscali in percentuale del PIL del Regno Unito in confronto all'OCSE e alla UE-15.

Nel 1971 l'aliquota massima dell'imposta sul reddito per il reddito di lavoro fu tagliata al 75 per cento. Un'addizionale del 15 per cento sul reddito d'investimento mantenne l'aliquota massima su quel reddito al 90 per cento. Nel 1974 questo taglio fu parzialmente invertito, e l'aliquota massima sul reddito di lavoro alzata all'83 per cento. Con l'addizionale l'aliquota massima sul reddito d'investimento fu alzata al 98 per cento, la più alta aliquota permanente dalla guerra. Questa addizionale si applicata ai redditi oltre 20.000 sterline (equivalenti a 187.000 sterline in termini del 2015). Nel 1974, ben 750.000 persone erano tenute a pagare l'aliquota massima dell'imposta sul reddito. Margaret Thatcher, che preferiva la tassazione indiretta, ridusse le aliquote fiscali sul reddito personale durante gli anni 1980. Nel primo bilancio dopo la sua vittoria elettorale nel 1979, l'aliquota massima fu ridotta dall'83 al 60 per cento e l'aliquota di base dal 33 al 30 per cento. Anche l'aliquota di base fu tagliata per tre bilanci successivi, al 29 per cento nel bilancio del 1986, al 27 per cento nel 1987 e al 25 per cento nel 1988. L'aliquota massima dell'imposta sul reddito fu tagliata al 40 per cento nel bilancio del 1988. L'addizionale sul reddito d'investimento fu abolita nel 1985.
I successivi governi ridussero ulteriormente l'aliquota di base, fino all'attuale livello del 20 per cento nel 2007. Dal 1976 (quando stava al 35 per cento), l'aliquota base è stata ridotta del 15 per cento, ma questa riduzione è stata largamente compensata dagli aumenti nei contributi della previdenza sociale e nell'imposta sul valore aggiunto.
Nel 2010 fu introdotta una nuova aliquota massima del 50 per cento sui redditi oltre 150.000 sterline. Un risultato prevedibile fu che le persone nascosero il loro reddito e le entrate del Tesoro si abbassarono. Nel bilancio 2012 questa aliquota fu tagliata al 45 per cento per il 2013–14, il che fu seguito da un aumento dell'imposta pagata dai contribuenti dell'aliquota fiscale addizionale da 38 miliardi a 46 miliardi di sterline. Il cancellier George Osborne disse che l'aliquota fiscale più bassa, più competitiva aveva causato l'aumento.
Le imposte locali sull'attività economica (business rates) furono introdotte in Inghilterra e in Galles nel 1990 e sono una versione modernizzata di un sistema di tassazione che risale all'Elizabethan Poor Law ("Legge elisabettiana sui poveri") del 1601. Come tali, le imposte locali possono conservare molte caratteristiche precedenti e seguire una parte della giurisprudenza delle forme di tassazione più vecchie. Il Finance Act ("Legge finanziaria") del 2004 introdusse un regime dell'imposta sul reddito noto come "imposta sulle attività in anticipato possesso" (pre-owned asset tax) che mira a ridurre l'uso dei comuni metodi di elusione dell'imposta di successione.

## Panoramica
L'imposta sul reddito forma da sola la maggiore fonte di entrate riscosse dallo Stato. La seconda maggiore fonte di entrate pubbliche sono i contributi della previdenza sociale. La terza maggiore fonte di entrate pubbliche è l'imposta sul valore aggiunto (value added tax, VAT), e la quarta è l'imposta sulle società.

### Residenza e domicilio

Un grafico a torta mostra le stime sulle componenti degli introiti fiscali del Regno Unito per l'anno fiscale 2008–2009, secondo il Bilancio 2008.

Il reddito che ha origine (ossia prodotto) nel Regno Unito è generalmente soggetto a imposizione nello stesso Regno Unito, qualunque sia la cittadinanza o il luogo di residenza dell'individuo o il luogo di registrazione della società. Per gli individui, questo significa che l'obbligazione dell'imposta sul reddito del Regno Unito di uno che non è né residente né ordinariamente residente nel paese è limitata a qualunque imposta trattenuta alla fonte sul reddito del Regno Unito, insieme all'imposta sul reddito derivante da un'attività o professione svolta attraverso uno stabilimento permanente nel Regno Unito e all'imposta sul reddito da locazione derivante da beni immobili del Regno Unito.
Gli individui che sono sia residenti sia domiciliati nel Regno Unito sono soggetti inoltre all'imposizione sui loro redditi e plusvalenze in tutto il mondo. Per gli individui residenti ma non domiciliati nel Regno Unito (i "non-dom"), i redditi e le plusvalenze esteri sono stati storicamente tassati sulla base delle rimesse, vale a dire, solo i redditi e le plusvalenze rimesse nel Regno Unito sono tassati (per queste persone il Regno Unito è spesso definito un paradiso fiscale). Dal 6 aprile 2008, un non domiciliato (a lungo termine [residente per 7 dei precedenti 9 anni]) che desideri conservare la tassazione agevolata sulla base delle rimesse è tenuto a pagare un'imposta annuale di 30.000 sterline.
Gli individui domiciliati nel Regno Unito che non sono residenti per tre anni fiscali consecutivi non sono soggetti alla tassazione del Regno Unito sul loro reddito in tutto il mondo e coloro che non sono residenti per cinque anni fiscali consecutivi non sono soggetti alla tassazione del Regno Unito sulle loro plusvalenze in tutto il mondo. Chiunque sia fisicamente presente nel Regno Unito per 183 o più giorni in un anno fiscale è classificato come residente per quell'anno.
Domicilio (in inglese domicile) è un termine con significato tecnico. Grosso modo (e con una considerevole semplificazione) un individuo è domiciliato nel Regno Unito se è nato lì o se il Regno Unito è la sua dimora permanente, mentre non è domiciliato nel Regno Unito se è nato al di fuori di esso e non intende risiedervi permanentemente.
Una società è residente nel Regno Unito se è dotata di personalità giuridica nel Regno Unito o se la sua direzione e controllo centrali sono nel Regno Unito (sebbene nel primo caso, in certe circostanze, una società potrebbe essere residente in un'altra giurisdizione dove si applica un trattato fiscale).
La doppia imposizione sui redditi e sulle plusvalenze può essere evitata applicando un trattato (o convenzione) sulla doppia imposizione - il Regno Unito ha una delle più grandi reti di trattati in campo fiscale di qualsiasi paese.

#### Esempi dello status di non domiciliato
La maggior parte dei lavoratori migranti (inclusi quelli provenienti dall'interno del SEE) sarebbero classificati come non domiciliati. Tuttavia, poiché l'esenzione dei non domiciliati si applica solo al reddito prodotto al di fuori del Regno Unito, la maggior parte delle persone che si avvalgono dell'esenzione fiscale sono ricchi individui con un reddito sostanziale proveniente da fuori del Regno Unito (ad es. da risparmi esteri). Tali individui sono tipicamente alti dirigenti aziendali, banchieri, avvocati, company executives, bankers, lawyers, business owners and international recording artists.

### L'anno fiscale
L'anno d'imposta o anno fiscale fiscale (tax year o Fiscal Year) è articolato diversamente per le società e per gli individui. L'anno finanziario (Financial Year), usato principalmente ai fini delle imposte sulle società, può essere scelto da ogni società e va tipicamente dal 1º aprile al 31 marzo. Ad esempio, l'anno finanziario 2017 va dal 1º aprile 2016 al 31 marzo 2017, in quanto gli anni finanziari sono denominati secondo l'anno del calendario in cui terminano.
L'anno delle imposte personali (Personal Tax Year) britannico va dal 6 aprile al 5 aprile dell'anno successivo.

## Imposte personali

### Imposta sul reddito

Imposta sul reddito e contributi della previdenza sociale del Regno Unito (2010–11).

Imposta sul reddito e previdenza sociale del Regno Unito come percentuale (2010–11).

Percentili annui di reddito per i contribuenti del Regno Unito, prima e dopo il reddito imponibile. Nel file SVG, passare su un grafico per evidenziarlo.

L'imposta sul reddito è da sola la maggiore fonte di entrate pubbliche del Regno Unito, costituendo circa il 30 per cento del totale, seguita dai contributi della previdenza sociale per circa il 20 per cento.
Ogni persona ha una detrazione personale (personal allowance) ai fini dell'imposta sul reddito, in virtù della quale il reddito fino a questo importo in ogni anno fiscale è esente da imposta. Per l'anno fiscale the 2016/17, la detrazione esente da imposta per gli infrasessantacinquenni con reddito inferiore a 100.000 sterline è 11.000 sterline.
Qualsiasi reddito al di sopra della detrazione personale è tassato usando un numero di fasce:
| Aliquota             | Reddito da dividendi | Reddito da risparmio | Altro reddito (reddito da lavoro dipendente) | Scaglione fiscale (di reddito al di sopra della detrazione esente da imposta) |
| -------------------- | -------------------- | -------------------- | -------------------------------------------- | ----------------------------------------------------------------------------- |
| Aliquota di base     | 10%                  | 20%                  | 20%                                          | £0–£32,000                                                                    |
| Aliquota massima     | 32,5%                | 40%                  | 40%                                          | £32.001–£150.000                                                              |
| Aliquota addizionale | 37,5%                | 45%                  | 45%                                          | Oltre £150.001                                                                |

Questa tabella riflette l'eliminazione dell'aliquota iniziale del 10% dall'aprile 2008, che vide anche l'aliquota dell'imposta sul reddito al 22% calare al 20%. Alistair Darling, all'epoca Cancelliere dello Scacchiere, annunciò nel bilancio 2009 (22 aprile 2009) che dall'aprile 2010 ci sarebbe stata una nuova aliquota dell'imposta sul reddito al 50% per coloro che guadagnavano più di 150.000 sterline. La soglia di reddito per l'aliquota della tassazione massima sul reddito fu diminuita a 32.001 nel 2013. .
Per ogni 2 sterline guadagnate al di sopra di 100.000 sterline, si perde 1 sterlina della detrazione personale. Questo significa che per i redditi tra 100.001 e 120.000 sterline l'aliquota marginale dell'imposta sul reddito è del 60%.
Il reddito del contribuente è valutato ai fini dell'imposta secondo un ordine prescritto, con il reddito da lavoro dipendente che usa la detrazione personale e viene tassato per primo, seguito dal reddito da risparmio (da interessi o da altri redditi non guadagnati) e poi dai dividendi.
Il reddito estero dei residenti del Regno Unito è tassato come reddito del Regno Unito, ma per prevenire la doppia imposizione il Regno Unito ha accordi con molti paesi per consentire di compensare rispetto alle imposte britanniche ciò che si considera pagato all'estero. Questi importi considerati pagati all'estero non sono necessariamente quanto effettivamente pagato.
Il reddito da locazione su un'attività di investimento immobiliare (come una proprietà da acquistare per affittare (buy to let)) è tassato come gli altri redditi da risparmio, dopo aver consentito le deduzioni inclusi gli interessi ipotecari. L'ipoteca non deve essere garantita dalla proprietà che riceve l'affitto, salvo un massimo dei prezzi di acquisto delle proprietà dell'attività di investimento immobiliare (o del valore di mercato all'epoca in cui si trasferirono nell'attività). I comproprietari possono decidere come dividersi il reddito e le spese, a condizione che uno non faccia un profitto e l'altro una perdita. Le perdite possono essere riportate negli anni successivi.

#### Esenzioni sugli investimenti

La stima della spesa del governo centrale nel Regno Unito per l'anno fiscale 2009-2010, secondo il Rapporto Pre-Bilancio 2009.

Certi investimenti godono di un regime fiscale di favore. Tra di essi:
- Titoli di Stato del Regno Unito (Gilts)

Mentre tutto il reddito è imponibile, le plusvalenze sono esenti ai fini dell'imposta sul reddito.
- National Savings and Investments

Alcuni investimenti fatti attraverso il piano della National Savings (la Cassa di risparmio postale del Regno Unito, di proprietà statale) non sono soggetti a imposta, inclusi i Certificati indicizzati (Index linked Certificates, fino a 15.000 sterline per emissione) e i Titoli di stato a premio (Premium Bonds), un piano che emette premi mensili al posto di interessi su pacchetti di titoli personali fino a 40.000 sterline.
- Conti di risparmio personali (Investment Savings Accounts, ISAs)

L'interesse è pagato esentasse, mentre i dividendi sono pagati insieme a un credito fiscale all'investitore che può essere compensato con l'imposta dovute sui dividendi. Per un contribuente con l'aliquota di base questo significa che non ha imposte da pagare su un dividendo. Non c'è un limite complessivo a quanto una persona può aver investito nei conti ISA, ma gli investimenti addizionali sono attualmente limitati a 11.280 sterline a persona all'anno: un massimo di 5.640 sterline in investimenti a brevissimo termine (cash funds), con il saldo allocato o in fondi di investimento aperti (fondi comuni o società di investimento a capitale variabile) o in azioni personali scelte autonomamente.
- Fondi pensione

Questi hanno lo stesso trattamento fiscale dei conti di risparmio personali (Individual Savings Accounts, ISAs) in termini di crescita. Uno sgravio fiscale completo è concesso anche sui contributi in base all'aliquota marginale dell'individuo o, nel caso dei contributi di un datore di lavoro, sono trattati come una spesa e non sono tassati sul dipendente come benefici in natura. Una somma forfettaria esente da imposte pari al 25% del fondo, i benefici ricevuti dai fondi pensione sono imponibili.
- Fondi comuni d'investimento in capitale di rischio (Venture Capital Trusts)

Si tratta di investimenti in piccole società o in fondi di partecipazioni in tali società su un periodo minimo di cinque anni. Non sono imponibili e danno diritto a uno sgravio fiscale del 30% sul reddito di un individuo.
- Piani d'investimento in imprese (Enterprise Investment Schemes)

Un investimento non imponibile nelle azioni di società più piccole su tre anni che dà diritto a uno sgravio fiscale del 20%. L'agevolazione consente a un individuo anche di differire le passività sui redditi di capitale (questi redditi possono scorporati negli anni futuri usando la detrazione annuale sull'imposta sulle plusvalenze.)
- Polizze di rendita (Insurance bonds)

Queste includono polizze d'investimento offshore (all'estero) e onshore (domestiche) emesse da società di assicurazione. La principale differenza tra le due è che l'imposta sulle società pagata dalla polizza onshore significa che i guadagni in questa polizza sono trattati come se se sia stata pagata l'aliquota fiscale di base (di questa non può essere chiesto il rimborso da parte dei contribuenti con aliquota zero o iniziale). Con entrambe le versioni può essere preso fino al 5 per cento per ogni anno completo di investimento senza una passività fiscale immediata (salvo un totale massimo del 100 per cento dell'investimento originario). Su questa base, gli investitori possono pianificare un flusso di redditi mentre differiscono qualsiasi prelevamento tassabile fino a quando raggiungono un'aliquota d'imposta inferiore, non sono più residenti del Regno Unito o fino al momento della morte.
- Fondi d'investimento e società all'estero (Offshore trusts and companies)

I fondi d'investimento possono essere all'estero se tutti gli amministratori fiduciari sono non residenti. Tali fondi possono possedere società gestite dall'estero. Le aliquote dell'imposta sulle società possono essere inferiori in alcuni paesi e dove si hanno ancora trattati sulla doppia imposizione. Tuttavia, poiché sono state introdotte norme antieleusione per l'imposizione dei fondi d'investimento, questi strumenti finanziari non sono vantaggiosi per chi rimanga residente.

#### Eccezioni
Molte partecipazioni e il reddito che ne deriva sono esenti per "ragioni storiche". Essi includono:
- Accordi speciali, di bassa imposizione per la monarchia, come l'accordo usato dalla famiglia reale britannica[24] per evitare l'imposta di successione.
- Imposta ridotta sul reddito per speciali categorie di persone. Ad esempio i non domiciliati, che sono residenti nel Regno Unito ma appunto non vi sono "domiciliati", non sono soggetti all'imposta sul reddito del Regno Unito sui loro redditi prodotti all'estero.[25]
- Una legge del Parlamento (Act of Parliament) per tutelare il Conte di Abingdon e i suoi eredi e aventi causa" (heirs and assignees) dal pagamento delle imposte sul reddito sui pedaggi per il ponte di Swinford Toll Bridge.
- Il reddito degli enti di beneficenza è di solito esente dall'imposta sul reddito.[26]

### Imposta di successione
L'imposta di successione (inheritance tax) si applica sui "trasferimenti di valore", vale a dire:
1. i patrimoni di persone decedute;
2. le donazioni fatte entro sette anni dalla morte (note come "trasferimenti potenzialmente esenti" (Potentially Exempt Transfers, PETs);
3. "trasferimenti tassabili vitalizi", vale a dire trasferimenti in certi tipi di fondi d'investimento. Vedi Imposizione dei fondi d'investimento (Regno Unito).

La prima porzione dei trasferimenti cumulativi di valore (nota come "fascia ad aliquota zero") è esente da imposta. Questa soglia è fissata attualmente a 325.000 sterline (anno fiscale 2012/13), ma non è stata aggiornata per tenere conto dell'inflazione dei prezzi delle case, con il risultato che circa 6 milioni di famiglie ricadono entro i limiti dell'imposta di successione. Oltre questa soglia l'aliquota è del 40 per cento sulla morte o del 36 per cento se il patrimonio ha diritto a un'aliquota ridotta in conseguenza di una donazione in benficenza. Dall'ottobre 2007, le coppie sposate e i partner civili registrati possono effettivamente aumentare la soglia sul loro patrimonio quando il secondo partner muore - fino a 650.000 sterline nel 2012–13. I loro esecutori o rappresentanti personali devono trasferire al secondo coniuge o partner civile la soglia dell'imposta di successione o la "fascia ad aliquota zero" del primo coniuge o partner civile quando questi muoiono.
I trasferimenti di valore tra coniugi domiciliati nel Regno Unito sono esenti da imposta. I recenti cambiamenti all'imposta apportati dalla Legge finanziaria 2008 implicano che le fasce ad aliquota zero sono trasferibili tra coniugi per ridurre l'onere - qualcosa che in precedenza si poteva fare solo costituendo complessi fondi d'investimento.
Le donazioni fatte più di sette anni anteriormente alla morte non sono tassate: se sono fatte fra tre e sette anni prima della morte si applica un'aliquota ridotta dell'imposta di successione. Ci sono alcune importanti eccezioni a questo trattamento: la più importante è la "regola della riserva di beneficio" (reservation of benefit rule), che dice che una donazione è inefficace ai fini dell'imposta di successione se il donante beneficia in qualsiasi modo del cespite dopo la donazione (ad esempio, donando la casa ma continuando a viverci).

### Imposta comunale
L'imposta comunale (council tax) è alla base del sistema di imposizione locale usato in Inghilterra, Scozia e Galles per finanziare in parte i servizi forniti dal governo locale di ciascuna nazione del Regno Unito. Fu introdotta nel 1993 dal Local Government Finance Act ("Legge sulla finanza dei governi locali") del 1992, come successore dell'impopolare Community Charge (la cosiddetta "poll tax" o "imposta pro capite") che aveva (brevemente) sostituito il sistema delle imposte locali immobiliari (rates). La base per l'imposta è la proprietà residenziale, con sconti per le persone singole. Al 2008, il prelievo medio annuo su una proprietà in Inghilterra era 1.146 sterline. Nel 2006–2007 l'imposta comunale in Inghilterra ammontava a 22,4 miliardi di sterline e ad ulteriori 10,8 miliardi di sterline in vendite, tariffe e diritti.

## Imposta sulle vendite e imposte sui beni

### Imposta sul valore aggiunto
La terza più grande fonte di entrate statali è l'imposta sul valore aggiunto (value added tax, VAT), addebitata al 20 per cento sulle forniture di beni e servizi. È perciò un'imposta sulla spesa per consumo.
Certi beni e servizi sono esenti da VAT, e altri sono soggetti a VAT a un'aliquota inferiore del 5 per cento (l'aliquota ridotta, come le forniture di gas domestico) o dello 0 per cento ("aliquota 0", come la maggior parte degli alimenti o dei vestiti per bambini). Le esenzioni mirano ad alleggerire il carico fiscale sui beni essenziali mentre pongono l'imposta piena sui beni di lusso, ma sorgono dispute basate su sottili distinzioni, come il famigerato "Jaffa Cake Case" che si imperniava sulla questione se i Jaffa Cakes (un tipo di dolci al cioccolato molto popolari nel Regno Unito) fossero classificati come torte (ad aliquota zero) — come fu deciso alla fine — o come biscotti ricoperti di cioccolato (ad aliquota piena). Fino al 2001, la VAT era applicata ad aliquota piena sugli assorbenti igienici non usati.
Fu introdotta nel 1973, in conseguenza dell'entrata della Gran Bretagna nella Comunità economica europea, a un'aliquota standard del 10 per cento. Nel luglio 1974, l'aliquota standard divenne l'8 per cento e dall'ottobre di quell'anno la benzina fu tassata ad una nuova aliquota più alta del 25 per cento. Nel bilancio dell'aprile 1975 l'aliquota più alta fu estesa a un'ampia gamma di beni "di lusso". Nel bilancio dell'aprile 1976 l'aliquota maggiore al 25 fu ridotta al 12,5 per cento. Il 18 giugno 1979, l'aliquora più alta fu smantellata e la VAT fissata a un'unica aliquota del 15 per cento. Nel 1991 questa divenne il 17,5 per cento, benché quando il combustibile e l'elettricità domestica furono aggiunti all'imposta nel 1994, essa fu applicata con una nuova aliquota più bassa dell'8 per cento. Nel settembre 1997 questa aliquota inferiore fu ridotta al 5 per cento e fu estesa per coprire vari materiali a risparmio energetico (dal 1º luglio 1998), la protezione sanitaria (dal 1º gennaio 2001), i seggiolini auto per bambini (dal 1º aprile 2001), la conversione e il rinnovo di certe proprietà residenziali (dal 12 maggio 2001), i contraccettivi (dal 1º luglio 2006) e i prodotti per smettere di fumare (dal 1º luglio 2007).
Il 1º dicembre 2008, la VAT fu ridotta al 15 per cento, come reazione alla recessione della fine degli anni 2000, dal cancelliere Alistair Darling.
Il 1º gennaio 2010 la VAT ritornò al 17,5 per cento.
Il 4 gennaio 2011 la VAT fu alzata al 20 per cento dal cancelliere George Osborne, dove rimane.

### Accise
Le accise (excise duties) sono applicate, tra le altre cose, sul carburante per autotrazione, sull'alcol, sul tabacco, sulle scommesse e sui veicoli.

### Imposta di bollo
L'imposta di bollo (stamp duty) si applica sul trasferimento di azioni e di certi titoli con un'aliquota dello 0,5 per cento. Le versioni modernizzate di questo tributo, l'imposta di bollo sulla compravendita di terreni (stamp duty land tax) e l'imposta di bollo sui trasferimenti azionari (stamp duty reserve tax), sono applicate rispettivamente sui trasferimenti di beni immobili e di azioni e titoli, con aliquote rispettivamente fino al 4 per cento e allo 0,5 per cento.

### Imposte automobilistiche
Le imposte automobilistiche comprendono (motoring taxes): l'accisa sui carburanti (fuel duty) (che è soggetta anche alla VAT) e la imposta sui veicoli a motore (vehicle excise duty). Altre tariffe e addebiti includono la London congestion charge ("tassa di cingestione di Londra"), varie tariffe di legge incluse quella per il controllo obbligatorio dei veicoli (MOT test) e quella per la prima registrazione dei veicoli (vehicle first registration fee), e in alcune zone quelle per il parcheggio stradale (nonché le relative multe per infrazioni).

## Imposte sugli utili d'impresa

### Imposta sulle società

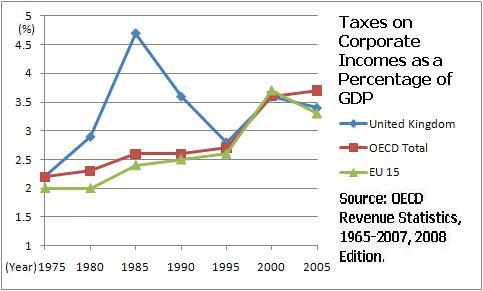
Entrate dell'imposta sulle società del Regno Unito come percentuale del PIL in confronto all'OCSE e all'UE-15.

L''imposta sulle società (corporation tax) è un'imposta applicata nel Regno Unito sui profitti (utili) fatti dalle società residenti e sui profitti degli stabilimenti permanenti delle società e associazioni non residenti nel Regno Unito che commerciano nella UE.
L'imposta sulle società costituisce la quarta più grande fonte di entrate dello Stato (dopo l'imposta sul reddito, i contributi della previdenza sociale e la VAT). Anteriormente all'entrata in vigore dell'imposta il 1º aprile 1965, le società e gli individui pagavano la stessa imposta sul reddito, con un'imposta addizionale sui profitti applicata sulle società. La Legge finanziaria del 1965 sostituì questa struttura per le società e le associazioni con un'unica imposta sul reddito delle società, che prendeva a prestito la sua struttura e le sue regole essenziali dal sistema dell'imposta sul reddito. Dal 1997, il Tax Law Rewrite Project ("Progetto di Riforma della Legislazione fiscale") del Regno Unito ha modernizzato la legislazione fiscale britannica, a cominciare dall'imposta sul reddito, sebbene la legislazione che impose l'imposta sia stata essa stessa emendata; le regole che governano l'imposta sul reddito e l'imposta sulle società si sono in tal modo allontanate.

### Imposte locali sull'attività economica
Imposte locali sull'attività economica (business rates) è il nome comunemente usato per indicare le imposte locali non abitative, un'imposta locale (rate) del Regno Unito addebitata agli occupanti di immobili ad uso non abitativo. Le imposte locali sull'attività economica fanno parte del finanziamento dei governi locali (enti territoriali), e sono riscosse da essi, ma i relativi incassi piuttosto che essere trattenuti direttamente sono cumulati centralmente e poi ridistribuiti. Nel 2005–06, furono riscossi 19,9 miliardi di sterline in imposte locali sull'attività economica, rappresentando il 4,35 per cento del reddito fiscale totale del Regno Unito.
Le imposte locali sull'attività economica sono un'imposta catastale, nella quale ciascun immobile a uso non abitativo è valutato a un valore imponibile, espresso in sterline. Il valore imponibile rappresenta in generale il canone annuo al quale l'immobile potrebbe essere stato locato in una particolare data di valutazione sulla base di una serie di assunzioni. L'importo effettivamente da pagare è poi calcolato usando un moltiplicatore fissato dal governo centrale e applicando alcuni sgravi.

## Imposte aziendali e personali
Alcune imposte, a seconda delle circostanze, sono pagate sia dagli individui che dalle società.

### Contributi della previdenza nazionale
La seconda maggiore fonte di entrate pubbliche sono i contributi della previdenza sociale (National Insurance contributions, NICs). I NICs sono dovuti da lavoratori dipendenti, datori di lavoro e lavoratori autonomi e nell'anno fiscale 2010–2011 furono riscossi 96,5 miliardi di sterline, il 21,5 per cento del totale raccolto dall'HMRC.
Dipendenti e datori di lavoro versano i contributi secondo una complessa classificazione basata sul tipo di occupazione e di reddito. I contributi previdenziali della Classe 1 (lavoratori dipendenti) sono addebitati con varie aliquote secondo varie soglie di reddito e una serie di altri fattori inclusi l'età, il tipo di schema pensionistico occupazionale al quale il dipendente e/o il datore di lavoro contribuiscono e se il dipendente sia o no un lavoratore marittimo d'altura. Talune donne sposate che optarono per pagare contributi ridotti (in cambio di benefici ridotti) anteriormente al 1977 conservano questo diritto per ragioni storiche.
I datori di lavoro versano i contributi anche su molti benefici in natura forniti ai dipendenti (come le auto aziendali) e sui debiti fiscali sostenuti per conto dei dipendenti attraverso un sistema di ritenute alla fonte (PAYE Settlement Agreement).
Ci sono accordi separati per i lavoratori autonomi, che sono normalmente soggetti ai contributi previdenziali ad aliquota fissa della Classe 2 e ai contributi previdenziali legati ai guadagni della Classe 4, e per alcuni lavoratori del settore volontario.

### Imposta sulle plusvalenze
Le plusvalenze (capital gains o guadagni in conto capitale) sono soggette a un'imposta del 18 o 28 per cento (per gli individui) o all'aliquota marginale applicabile dell'imposta sulle società (per le imprese).
Il principio fondamentale è lo stesso per gli individui e le società - l'imposta si applica solo all'atto della cessione di un'attività capitale, e l'importo del guadagno (plusvalenza) è calcolato come la differerenza tra il ricavo della cessione e il "costo base", che il prezzo originario di acquisto più le spese relative ammissibili. Tuttavia, dal 6 aprile 2008, l'aliquota e gli sgravi applicabili al guadagno imponibile differiscono tra gli individui e le società. Le società applicano lo "sgravio per indicizzazione" (indexation relief) al costo base, aumentandolo in conformità all'indice dei prezzi al dettaglio, così che (generalmente parlando) il guadagno è calcolato su una base post-inflazione (con regole diverse che si applicano per i guadagni (plusvalenze) maturati anteriormente al marzo 1982). Il guadagno è poi soggetto all'imposta con l'aliquota marginale applicabile dell'imposta sulle società.
Gli individui sono tassati a un'aliquota fissa del 18 per cento (o, a partire dal 22 giugno 2010, del 28 per cento per i contribuenti con aliquota superiore) senza sgravio per indicizzazione. Tuttavia, se si richiede il cosiddetto "sgravio dell'imprenditore" (entrepreneurs' relief) l'aliquota rimane il 10 per cento. Tale sgravio fiscale fu introdotto nel Regno Unito dal 6 aprile 2008, in occasione della riforma dell'imposta sui redditi di capitale, in sostituzione dei sistemi precedenti. Si applica sui profitti realizzati a seguito della cessione della totalità o di parte dell'impresa; sui profitti realizzati a seguito della vendita di attività derivanti dalla cessazione dell'impresa; sui profitti realizzati da certi privati che partecipavano nella gestione dell'impresa. Il meccanismo prevede l'applicazione dell'aliquota del 10 per cento sui profitti fino a un milione di sterline e del 18 per cento sulla quota superiore. Un contribuente potrà chiedere lo sgravio in più di un'occasione per un totale di un milione di sterline di profitto nell'arco della sua vita. Le perdite in conto capitale degli anni precedenti possono essere riportate in avanti.
La spesa per un'azienda (come un immobile aziendale) fatta da un individuo può essere portata in detrazione dalle plusvalenze (guadagni in conto capitale). La detraibilità della spesa rispetto al reddito (che riduce potenzialmente l'imposta sul reddito) o al capitale (che riduce potenzialmente l'imposta sulla plusvalenze) dipende se vi sia stata una rivalutazione dell'immobile: se non vi è stata, è rispetto al reddito; se ve ne è stata qualcuna, è rispetto al capitale.
I trasferimenti tra moglie e marito o tra partner civili non concretizzano una plusvalenza, ma trasferiscono invece il prezzo di acquisto (costo contabile). Diversamente, i trasferimenti fatti come donazioni sono trattati ai fini dell'imposta sulle plusvalenze come fatti al valore di mercato alla data del trasferimento.

## Divario fiscale
Il "divario fiscale" (tax gap) è la differenza tra l'ammontare delle imposte che dovrebbero, in teoria, essere riscosse dall'HMRC, rispetto a quanto è effettivamente riscosso. Il divario fiscale per il Regno Unito nel 2013–14 era di 34 miliardi di sterline, ovvero il 6,4 per cento del totale dei debiti fiscali. Esso può essere scomposto per tipo d'imposta
| Imposta                                                             | Ammontare                 |
| ------------------------------------------------------------------- | ------------------------- |
| Imposta sul reddito, Previdenza sociale e Imposta sulle plusvalenze | 14,0 miliardi di sterline |
| VAT                                                                 | 13,1 miliardi di sterline |
| Imposta sulle società                                               | 3,0 miliardi di sterline  |
| Accise                                                              | 2,7 miliardi di sterline  |

e per comportamento
| Comportamento                     | Ammontare                |
| --------------------------------- | ------------------------ |
| Economia sommersa                 | 6,2 miliardi di sterline |
| Attacchi criminali                | 5,1 miliardi di sterline |
| Interpretazione giuridica         | 4,9 miliardi di sterline |
| Evasione                          | 4,4 miliardi di sterline |
| Mancanza di ragionevole diligenza | 3,9 miliardi di sterline |
| Elusione                          | 2,6 miliardi di sterline |